# Magnolia maudiae
Magnolia maudiae là một loài thực vật có hoa trong họ Magnoliaceae. Loài này được (Dunn) Figlar mô tả khoa học đầu tiên năm 2000.